# Bill Richardson
William Blaine Richardson III, detto Bill (Pasadena, 15 novembre 1947 – Chatham, 1º settembre 2023), è stato un diplomatico e politico statunitense, membro del Partito Democratico e governatore del Nuovo Messico dal 2003 al 2011.
È stato inoltre anche segretario dell'energia durante la presidenza Clinton dal 1998 al 2001.

## Biografia
Il padre, William Blaine Richardson Jr., era un banchiere statunitense di Boston con origini spagnole per parte di madre; inviato a Città del Messico come direttore di filiale della National City Bank di New York (oggi Citibank), all'età di 46 anni sposò la sua segretaria di 22 anni, Maria Luisa Lopez-Colladaha, la futura madre di Bill che era messicana con origini asturiane da parte del padre. Da lei Bill ha ereditato i tratti somatici latini (ed è stata probabilmente lei ad influenzare la sua scelta di professare il cattolicesimo). Il padre, che era nato su una nave diretta in Nicaragua, voleva che il figlio nascesse negli Stati Uniti, mentre la madre voleva evitare complicanze partorendo al livello del mare e non in altura, fu così che poco prima del travaglio lei andò in California, dove Bill nacque diventando cittadino statunitense sin dalla nascita (uno dei requisiti necessari per potersi candidare anche alla Presidenza degli Stati Uniti d'America).
Quando aveva 3 settimane di vita la madre lo riportò in Messico, dove crebbe fino alla fine della scuola primaria. Successivamente il padre lo rimandò negli Stati Uniti a studiare, in Massachusetts, dove frequentò la secondaria ed entrò successivamente alla Università Tufts, dove si laureò in francese e scienze politiche. Mentre svolgeva un master a Boston conobbe la sua futura moglie, Barbara Flavin.
Nel 1978 si trasferì a Santa Fe, nel Nuovo Messico, dove cominciò la sua carriera politica candidandosi per il Congresso degli Stati Uniti d'America, ma venne sconfitto da Manuel Lujan; nel 1983 tuttavia, sostenuto dal Partito Democratico, riuscì ad approdare nella Camera dei Rappresentanti. Richardson rimase nel Congresso per quattordici anni, tanto che nel distretto in cui egli si candidava i repubblicani sicuri della sconfitta non opponevano nessun rivale. Dal 1983 al 1997 egli visitò numerosi stati (Nicaragua, Guatemala, Cuba, Perù, India, Corea del Nord, Bangladesh, Nigeria e Sudan) come rappresentante del Parlamento statunitense.
Nel 1995 si recò a Baghdad nel tentativo di convincere Saddam Hussein ad attuare riforme democratiche; dal 1997 al 1998 fu l'ambasciatore statunitense presso le Nazioni Unite mentre dal 1998 al 2001 fu il segretario (ministro) dell'Energia nel governo guidato da Bill Clinton. Terminata l'esperienza alla Casa Bianca, nel 2002 è stato eletto governatore del Nuovo Messico con il 56% dei voti e nel 2006 è stato confermato in tale carica con il 68% dei consensi.
Il 7 dicembre del 2006 fu diffusa la notizia che Bill Richardson si sarebbe candidato alle primarie democratiche che avrebbero dovuto decidere il candidato presidente nel 2008: in realtà egli aveva solo espresso l'intenzione di aprire una commissione esplorativa, cosa che effettivamente fece il 21 dicembre del 2006, ma non aveva ancora deciso ufficialmente di presentarsi al giudizio degli elettori (cosa che comunque avvenne il 21 maggio).
Nelle consultazioni Richardson, a dispetto dei sondaggi che lo davano ben piazzato, ottenne risultati abbastanza scarni e si ritirò dalla competizione il 9 gennaio; dopo un periodo di riflessione, il 21 marzo dichiarò il suo sostegno alla campagna elettorale di Barack Obama.